# Batemar
En náutica, el Batemar (Batidero) es cada una de las tablas o tabloncillos que se colocan desde el canto exterior de las mesas de guarnición al costado con el fin de dar escape a los golpes de mar para que no actúen contra la superficie inferior de dichas mesas.
Generalmente, llevaban esta defensa y aun otra igual en las curvas bandas las embarcaciones que debían navegar a Asia o al océano Pacífico pero ya no está en uso. 

## Etimología
Aunque algunos autores coinciden con llamar Batidero al Batimar, no convienen todos los constructores, quedando el nombre de Batidero para un tipo específico. 

## Tipos
- Batidero (Cosederos, Choques): es el nombre que se da exclusivamente a cada uno de los tablones del género de los llamados Batemares que forman la figura de un triángulo y se colocan debajo y para defensa de las curvas bandas en las cabezas o caídas de proa.